# Cu4tro (álbum de Mauricio Rivera)
Cu4tro es el cuarto álbum de estudio del cantante colombiano Mauricio Rivera, publicado el 1 de abril de 2015 a través del sello discográfico colombiano The Light Entertainment. El álbum incluye apariciones especiales de Amna, Obie-P, Naela, Buxxi, Zion, P.N.O. de la agrupación Tres Coronas, el dúo español Gemeliers, Geiner Guerra, Lessing Kérguelen y Dexter Hamilton.

## Lista de canciones
| N.º | Título                                                               | Duración |  |
| 1.  | «Hey Ho» (con Amna y Obie-P)                                         | 3:02     |  |
| 2.  | «Dónde Estás Tú»                                                     | 3:54     |  |
| 3.  | «Sólo Por Ti» (con Buxxi)                                            | 3:29     |  |
| 4.  | «Un Beso» (con Zion)                                                 | 3:41     |  |
| 5.  | «Come On» (con P.N.O.)                                               | 2:51     |  |
| 6.  | «Has Que Amanezca» (con Naela)                                       | 3:33     |  |
| 7.  | «Tal Vez»                                                            | 3:21     |  |
| 8.  | «Ilusión» (con Naela)                                                | 3:17     |  |
| 9.  | «Tan Sólo Tú y Yo» (con Gemeliers)                                   | 3:07     |  |
| 10. | «Llegó la Noche»                                                     | 3:33     |  |
| 11. | «Nadie Va a Lastimarte»                                              | 3:03     |  |
| 12. | «Tu Cuerpo»                                                          | 3:31     |  |
| 13. | «Te Olvidé» (con Geiner Guerra, Lessing Kérguelen y Dexter Hamilton) | 3:29     |  |
| 14. | «Y Volar»                                                            | 3:52     |  |
| 15. | «Hands Up»                                                           | 3:11     |  |
| 16. | «Estoy Feliz»                                                        | 3:11     |  |
| 17. | «The Rhythm» (Tu Cuerpo - Versión en inglés)                         | 3:22     |  |
| 18. | «Cause We Shine» (Y Volar - Versión en inglés)                       | 3:36     |  |
| 19. | «Un Beso» (Solo Version)                                             | 3:11     |  |